# コロニアルハイツ (バージニア州)
コロニアルハイツ（英: Colonial Heights）は、アメリカ合衆国バージニア州南東部に位置する独立市である。2010年国勢調査での人口は17,411人だった。アメリカ合衆国商務省経済分析局は統計上の目的でコロニアルハイツ市とピーターズバーグ市、ディンウィディ郡を1つにしている。リッチモンド・ピーターズバーグ地域の中のピーターズバーグ市を中心とするトリシティーズ地域にあり、都市圏としてはリッチモンド大都市圏に属している。

## 歴史
1607年5月14日、イングランド人開拓者がジェームズタウンに到着したとき、バージニアの東部大半と同様に、コロニアルハイツ市となった地域は、ポウハタン酋長を頭にタナコマカと呼ばれるアルゴンキン語族インディアンの連邦が支配する地域に入っていた。ジョン・スミス船長の描いた初期バージニアの地図は、現在のコロニアルハイツの位置に、ウェロアンス（酋長）コクォナスムとその妹オパソクィオナスキの指導するアパマタック準部族の主要町があったことを示している。1622年と1644年にインディアンによる襲撃が起きた後、インディアンはイングランドの属国となり、近くのエトリックとその対岸のフォートヘンリー（現在のピーターズバーグ市内）に移転させられた。
1619年、バージニア植民地にロンドン会社が作った4つの大きな「ボロ」の1つにヘンライコシティがあり、その中に現在のコロニアルハイツがあった。イングランド人がこの地域に入ったのは1620年だった。少数の集団が開けた土地を探してアポマトックス川を遡り、スウィフト・クリークがアポマトックス川に合流する地点に入り、そこをコンジュラーズ・ネックと名付けた（コンジュラーは魔法使い）。この合流点には以前にインディアンの治療師（コンジュラーと呼ばれた）が住んでおり、水に向かってまじないの言葉を投げていたと考えられた。
それから間もなく、チャールズ・マグナーが広さ2.6 km2の土地に地域初の登記を行い、それをプランテーションに発展させた後、1634年には売却した。同年、イングランド王チャールズ1世の命令で、バージニア植民地議会がバージニア植民地を最初の8つのシャイアに分け、その内の1つがヘンライコ郡となり、そこに後のコロニアルハイツが含まれた。
1635年、イングランド人は「オールドタウン」・クリークの近くに「アパマタックス」と呼ぶ小さな町を造った。それは現在のテンプル・アベニューとディモック・パークウェイ交差点近くにあったと考えられている。また同年に、ヘンリー・フリート船長とフランシス・ポイスレスが現在のコロニアルハイツ市の西、「フリーツヒル」に小さな砦を建設した。ここは現在バージニア州立大学キャンパスになっている。
1677年から1685年、オールド・ブリック・ハウスという建物の建設で地域の歴史的な建造物が作られた。リチャード・ケノンは1670年以前にバージニアに来ており、バミューダ・ハンドレッドの商人になった。バージニア植民地議会ではヘンライコ郡の代議員になった。その息子リチャード・ケノン・ジュニアも植民地議会議員となり、移民のロバート・ボーリング大佐とその二番目の妻アン・スティスの娘と結婚した。リチャードの妹メアリー・ケノンは、リチャードの妻の異腹兄弟ジョン・フェアファックス・ボーリング少佐と結婚した。ボーリング少佐はロバート・ボーリング大佐と最初の妻ジェーン・ロルフの息子だった。ジェーン・ロルフは、初期植民者ジョン・ロルフとインディアンの妻ポカホンタスの孫だった。ボーリング家はポイント・オブ・ロックスに近いチェスターフィールド東部にあったプランテーション、コブスに住んでいた。
リチャード・ケノンが建てた屋敷は後に「ブリック・ハウス」と呼ばれ、コロニアルハイツでは最古の恒久的建造物と考えられている。1879年に起こった火事でも1つの壁が残り、残り部分は再建された。
1749年、植民地議会によってジェームズ川より南の地域がヘンライコ郡より分離し、チェスターフィールド郡と名付けられた。コロニアルハイツとなった地域は1948年まで約200年間、チェスターフィールド郡に属することになった。
「コロニアルハイツ」という名前はアメリカ独立戦争の時に起きた事件から来ている。1781年5月、「コロニエル」と呼ばれたラファイエット侯爵のフランス軍が、リッチモンドから南に進軍し、アポマトックス川越しにピーターズバーグを見下ろす高台に大砲を据えた。その場所が後に「コロニアルハイツ」と呼ばれるようになり、1906年にはオークヒルの小区画にその名前が与えられた。
キャロル・アベニュー沿いにある歴史的な場所オークヒルは、アーチャーズヒル、ヘクターズヒル、ダンズヒルとも呼ばれ、平屋で雨戸のある建物2棟が、通りまで屋根の無い部分から伸びる深い内ポーチで繋がれている。この家の芝生から、1781年5月にラファイエット侯爵が、現在も丘を取り巻く柘植の木の垣根越しに据えた大砲で、ピーターズバーグに向かって砲撃し、その後ウィリアム・フィリップス少将の指揮するイギリス軍に占領された。フィリップスはこの砲撃の間にチフスで死んだ。
この地域は南北戦争でも作戦に巻き込まれた。1864年のピーターズバーグ包囲戦のとき、ロバート・E・リー将軍が6月から9月までバイオレット・バンクにその作戦本部を据えた。
1926年、コロニアルハイツはチェスターフィールド郡の法人化町になった。1948年には都市として法人化された。バージニア州法に従い、郡とは分離して独立市となった。現在の憲章は1960年に認められたものである。1960年から1970年、その人口は9,587人から15,097人と急速な成長を遂げた。
1980年代半ば、州道144号線（テンプル・アベニュー接続路）とアポマトックス川に架かる新橋が完成したことで、フォートリー近くでの州道36号線へのアクセスができた。この新道と橋によって、市内南東端に沿って孤立していた大きな地域に商業開発の道が開けた。そこにサウスパーク・モールと多くの小売店、また事務所が建設された。
1993年、8月6日、藤田スケールF4の竜巻（最大風速92-116 m/秒）がコロニアルハイツを通過した。このためにサウスパーク・モールに大きな被害を与え、ウォールマート店舗の屋根が崩壊した（ウォールマートは現在サムズ・クラブになっている）。ピーターズバーグ市やホープウェル市でも大きな被害が出た。トリシティーズ地域で、死者4人（ウォールマートで3人、プリンスジョージで1人）、負傷者246人を出し、被害総額は5,000万米ドルと推計された。
2008年4月28日、改良藤田スケールEF1の竜巻（最大風速38-49 m/秒）が不連続ながら2マイル (3 km) 近くにわたってコロニアルハイツを通過した。最初はコロニアルハイツ中学校フットボール場近くで始まり、そのクラブハウスの屋根を損傷し、続いてメダリオン・プールから州間高速道路95号線まで屋根を吹き飛ばした。その後95号線を飛び越え、ディモック・スクエア・ショッピングセンターで再度始まった。自動車数台が飛ばされて商店街の駐車場に積み重ねられ、商店街の屋根も大きく損傷した。そこは1993年のF4竜巻によって破壊されたウォールマートの場所から10分の1マイル (160 m) も離れていなかった。この竜巻は続いてテンプル・アベニューを越えて移動し続け、ファイン・ドライブとパドルドック道路（プリンスジョージ郡内）近くの街並みで木や屋根に被害を与えた後に消失した。この竜巻で21人が負傷し、被害総額は1,000万米ドルと推計された。

## 歴史的な見どころ
歴史的な見どころとしてバイオレット・バンクとスウィフトクリーク・ミルの2つの地域がある。その他フォートクリントン公園やホワイトバンク公園など幾つかの公園もある。また世界最大のレストラン・アービーズもある。

### バイオレット・バンク博物館

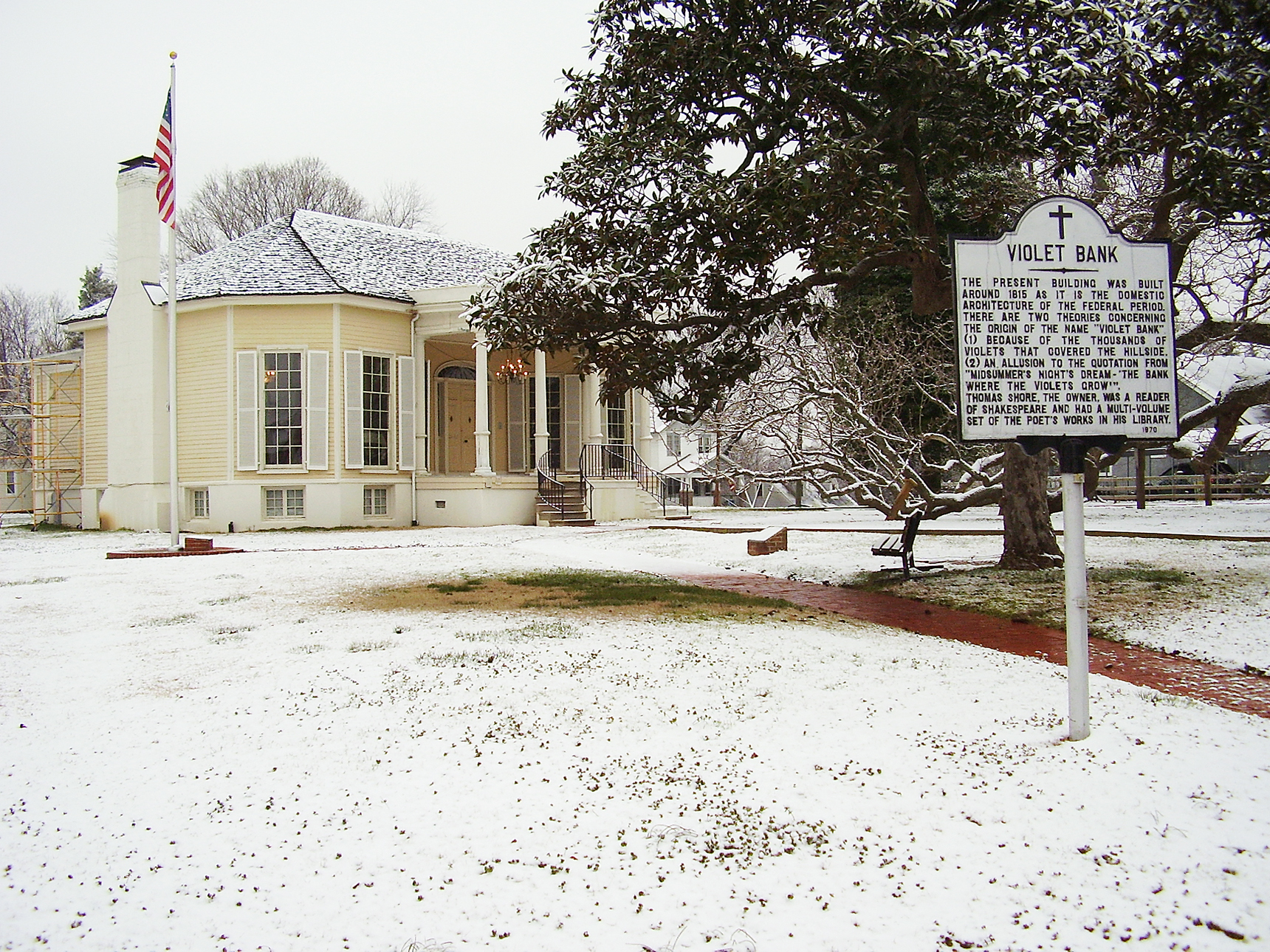
バイオレット・バンク博物館

この荘園の開発は1777年にトマス・ショアがジョン・マーティンの相続人から、「アーチャーズ・ヒル」の上、144エーカー (0.58 km2) の敷地を購入した時に始まった。バイオレット・バンクは当初、海岸地域バージニア植民地後期によく見られた2つのセンタホール上に二階がある形をしていた。この家は1871年夏の南部作戦の初めにラファイエット侯爵が作戦本部に使い、その後はヨークタウン包囲戦でチャールズ・コーンウォリス将軍の降伏に終わった。
この丘では独立戦争で2つの戦闘が起きた。最初は1781年3月に、フォン・ストイベン将軍とバージニア民兵隊によるものであり、2つ目は同年4月、ラファイエットが指揮したものだった。どちらもイギリス軍ウィリアム・フィリップス少将に対抗するものであり、フィリップスは伝言の中でこの資産について「我々は川向うの敵の工作物を襲い、トマス・ショアーの家に隣接する高台を掴もうとしたが、大きな損失を出して撃退された」と言及していた。イギリス軍の損失は約200名だった。
フィリップスの目標はアポマトックス川の重要な渡し場を占領し、ターンパイクの支配権を得ることだった。ピーターズバーグは軍隊の動きを可能にする南中部バージニア唯一の幹線道であっただけでなく、バージニアの大陸軍にあって主要補給基地かつ3つある訓練場の1つがあるチェスターフィールド・コートハウスに繋がる道でもあった。
フィリップスは発病してその後死亡し、反乱軍が暴かないように印の無い墓に埋葬された。イギリス国外で埋葬された者として2番目に高位のイギリス軍士官となった。その後コーンウォリスが指揮を引き継いだ。コーンウォリスは高台のラファイエット隊を圧倒するだけの戦力が無かったので、バージニアを捨てて南に向かう決断をした。
バイオレット・バンクは1824年に再度ラファイエットを迎えた。ラファイエットがアメリカ合衆国の公式客として最後にこの国を訪れた時だった。ラファイエットが訪れた2つの時期の間に、バイオレット・バンクの外観は完全に変えられていた。バージニア相互社会保険が1796年に出した文書に、「よろい張り下見二階建ての構造に、石張りの地下室とキッチンがある」と書かれていた。バイオレット・バンクは当初、ホープウェル市にあるウェストン邸宅によく似ていた。建築家ベンジャミン・ラトローブはバイオレット・バンクに泊まるつもりだったが、「トマス・ショアがこの建物に滞在しそのオフィスにのみ使っていた。それはバージニアではひと腹の子豚としてプランテーションの家はその母に従うことだ」と記していた。
この家は1810年に火事になった。日曜日に家族が教会に行っていた間に起きたとされている。トマス・ショアは1800年に死ぬまでこの家を22年間使っており、後にはかなり若い妻と3人の娘たち、その長女は当時4歳、が残された。妻のウィダー・ジェーン・グレイは1804年にハックスオール・ミルズのヘンリー・ハックスオールと再婚した。この夫婦と3人の娘たちが火事になった時の住人であり、地下室のキッチンが火元だった可能性がある。煙突と基礎部分が焼け残っており、当時使われた石灰モルタルは通常家が焼けたときの激しい熱には耐えられず燃えてしまったはずなので、異常なことだった。
1810年から1815年に家が再建された。前面基礎が変更され、最初の基礎の上にかなり異なった構造が建てられ、まったく新しい家が建設された。ベンジャミン・ラトローブが再度入り、あるいは少なくとも彼のデザインだった。ラトローブは1796年にピーターズバーグを訪れたときにジェーン・グレイ・ショア・ハックスオールと知り合いになった可能性が強く、その日記に拠れば、この年4月21日にトマス・ショアと競馬見物に行っていた。22日にはトマスの弟ジョン・ショア博士と会食をしていた。23日の日記では、ショアの家に行き、「レース場で賭ける声を聞くよりもかなり快適だった」と記している。ジョン博士の住まいかトマスの住まいであるかは不明である。
建築史学者大半の一致する意見では、バイオレット・バンクはラトローブの弟子が設計しており、ロバート・ミルズがその計画に関わった可能性を示唆するものは無い。リンチバーグのポイント・オブ・オナーと同様、バイオレット・バンクはリッチモンドのラトローブの作品に親しんだ建設者の作品である可能性もある。設計の初めから基礎として使い、8角形の出窓、奥まったポルチコとアダム様式の天井くり形の組み合わせには、ラトローブのスケッチブックから生み出された可能性がある。
バイオレット・バンクと、他に知られているラトローブ設計の家、例えば1808年から1809年頃に建設されたマイケル・ハンコックの家には多くの共通点がある。少なくともヘンリー・ハックスオールはリッチモンドの5番街とメインストリート角にあるこの家を知っており、この家が体現するリッチモンドの建築トレンドを知っていた。ジェーン・グレイはその男に会い、ラトローブの建築観に関する知識を伝えていた可能性がある。ヘンリー・ハックスオールのために作品例を一瞥すれば、流行に関わる好みをはっきり示すことになる。ハックスオール夫妻は確かにラトローブを雇うだけ裕福であり、再建計画について彼に相談しなかったとしても、建築家を提案してくれるよう求めたであろうし、ラトローブはその弟子の名前を挙げたであろう。
建築家がだれであれ、既存の基礎と煙突を拒んだことで結果としての建築は全くユニークなものになる。通常建築家は白紙状態で設計を始めるが、この場合は固定された点と比率で扱うことを強いられた。二階の火室はレンガで塞がれ、二階は除去され天井を上げることが可能になった。レンガは全て化粧漆喰が塗られ切石に似せて作られ、修正が必要になったレンガの違いを隠した。
三重の基礎レイアウトで厳密なウィトルウィウス的構造に近くなった。特別の輪が三層めにおかれ、ポルチコの柱の間隔を広げてバージニア建築特有のものとなり、構造を全体的に調和あるものにして、かつ建築形式から解き放つ重要部となっている。
ヘンリー・ハックスオールは1834年に死亡し、同年義理の長女がジョン・ギリアム博士と結婚した。トマス・ショアの次女マリー・ルイザはフィラデルフィア市のウィリアム・シッペン博士と結婚した。末娘のジェーン・グレイは15歳で子孫を残さず亡くなった。荘園は、夫の死から8年後にジェーン・ハックスオールが亡くなったときにギリアム夫妻が継いだ。1873年まではギリアム家の所有だった。南北戦争の間に、北バージニア軍の作戦本部として使われたときには、バイオレット・バンクの権利はトマス・ショアの孫、トマス・ギリアムの信託証書に入っていた。
ピーターズバーグ包囲戦の間、本館の一部は病院に使われた。この戦争でギリアム家の財政が悪化し、家は1873年に従妹であるニューヨークのエブリン・ガスケット・マーシャル夫人に売却された。マーシャルは1885年に死ぬまでこの家に住み、その後アベル・N・ハスキンス大尉が取得した。1905年、その相続人が家と残っていた68エーカー (0.27 km2) の土地を、グレーター・ピーターズバーグ・リアルティ・コーポレーションに売却した。新しいオーナーはバイオレット・バンクを酪農場として運営し、牛小屋として使うために本館1階の壁を壊した。この会社の最高執行責任者ベラミーは農場を細分し、住宅開発に使う決断をし、1915年に工事を始めた。ベラミーがやった最初のことは本館を壊すことであり、現存部分のみが残った。
小さくなったバイオレット・バンクは、川を見下ろす小区画で最初に売れた家屋となった。1919年にアリス・ピアポント夫人が購入し、1948年まで住んで、アメリカン・リージョン・ポスト284に売却した。コロニアルハイツ市が1959年にこの家を取得し、最初は商工会議所、続いて最初の公共図書館として使った。現在はレクリエーションと公園部の一部となり、1988年には歴史的家屋博物館として現在の用途を始めた。
バイオレット・バンク博物館は連邦様式とアメリカ内部装飾の素晴らしい例である。 アメリカ合衆国国家歴史登録財とバージニア州歴史的建造物に指定されている。

### スウィフトクリーク・ミル

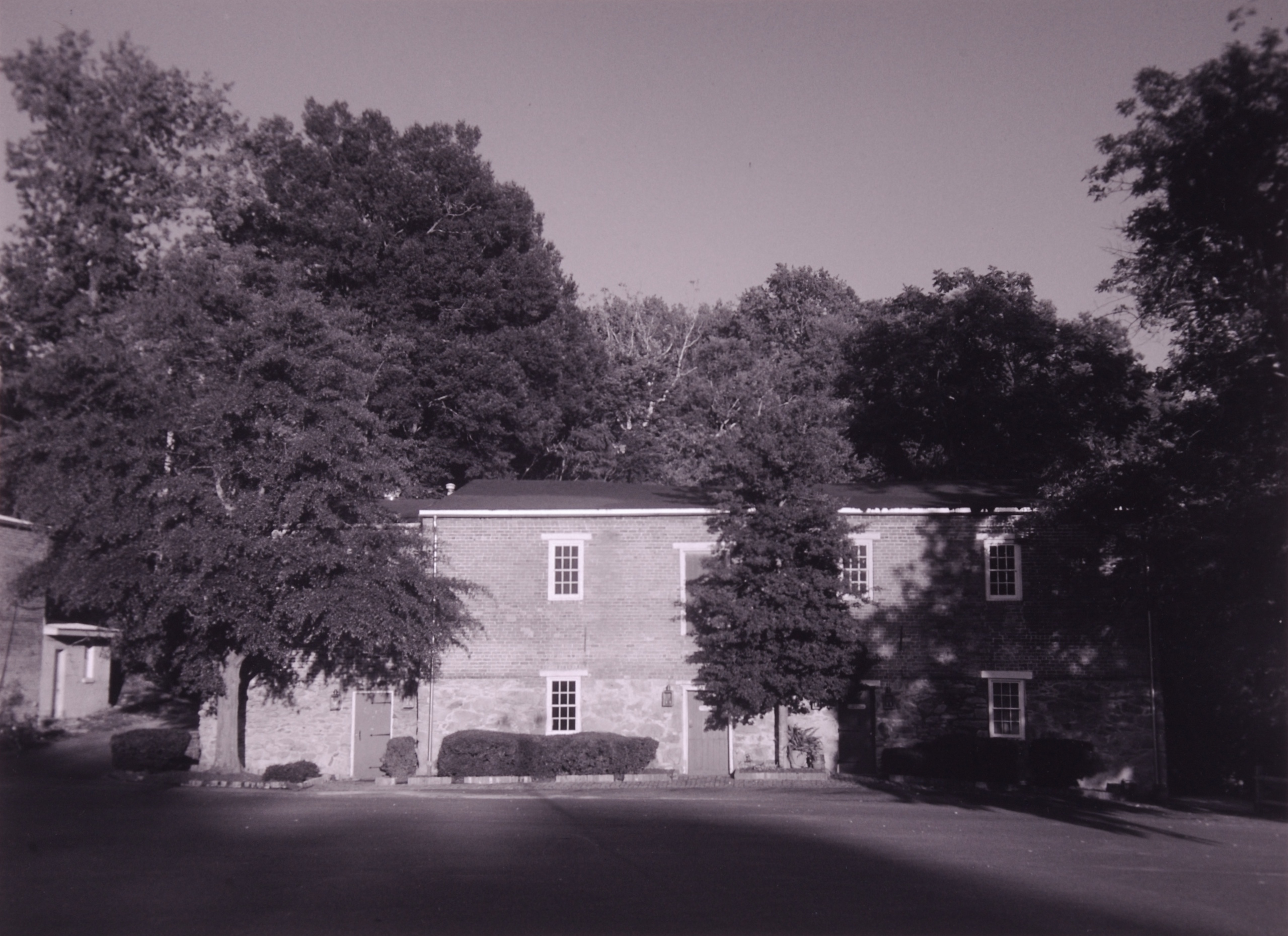
スウィフトクリーク・ミル

スウィフトクリーク・ミルは1663年には既に存在していた記録がある。国内最古の粉ひき場と考えられている。
1623年にイングランドのノーサンプトンシャー、リトルホートンで生まれたヘンリー・ランドルフ1世が1640年頃バージニアに移住した。1655年、スウィフト・クリーク沿いのバミューダ・ハンドレッドで大きな土地の権利を取得し、現在のミルを建設した。「ランドルフ氏のミル」は1663年に出版された「カバリエズ・アンド・パイオニアズ」に言及されている。
ヘンリー・ランドルフ1世の相続人ウィリアム・ブランド・ランドルフが1805年2月20日に、ウィリアム・ローレットにミルの場所を譲渡し、そこはローレットのミルと呼ばれるようになった。1852年、ローレットの相続人がミルをスウィフトクリーク製造会社に譲渡した。
1864年5月9日と10日、北軍ベンジャミン・F・バトラー将軍のジェームズ軍がスウィフト・クリークを渡ろうとした時に、ミル周辺でスウィフトクリークの戦いが起こった。
南北戦争後、この資産はトウモロコシ・ウィスキーを作ったシュミットの蒸留所と呼ばれた。その後何度か持ち主が代わり、粉ひき場として操業された。1929年、ミルはスウィフトクリーク・ミルと呼ばれるようになった。粉ひきは1956年頃まで続けられた。
1965年8月、スウィフトクリーク・ミルはウェイマー・J・キャラハン・ジュニアとルイス・ルービン博士が購入した。どちらもバージニア出身であり、305年間続いた建物をディナー・シアターに変える考えだった。この計画は現存する3つの階を2つの食堂に変え、新しい階段で繋ぎ、スウィフトクリーク・ミル・プレイハウスと呼ぶ考えだった。このプレイハウスは1965年12月2日にオープンし、ブロードウェイのミュージカル「カーニバル!」が上演された。
スウィフトクリーク・ミル・プレイハウスは、アメリカ国道1号線と301号線の合流した道路沿い、スウィフトクリーク・のチェスターフィールド郡境南にある。現在蝋燭を灯したビュッフェ・ダイニングが午後6時半に、あでやかなミルルームとグラニットルームで始まる。快適な空調のある劇場で毎週水曜と土曜の夜にショーがあり、予約が必要である。

## 地理
コロニアルハイツ市は 北緯37度15分44秒 西経77度24分9秒 / 北緯37.26222度 西経77.40250度 に位置する。
アメリカ合衆国国勢調査局に拠れば、市域全面積は7.8平方マイル (20 km2) であり、このうち陸地が7.5平方マイル (19 km2)、水域面は0.3平方マイル (0.78 km2)で水域率は3.98%である
コロニアルハイツ市はアポマトックス川の直ぐ北、ピーターズバーグ市の滝線の対岸にある。チェスターフィールド郡の南にあり、ピーターズバーグ市に接する南境界以外はチェスターフィールド郡に囲まれている。スウィフト・クリークがある部分では市と郡の境になっている。

### 主要高規格道路
- 州間高速道路95号線
- アメリカ国道1号線
- アメリカ国道301号線
- バージニア州道144号線

### 隣接する郡と独立市
- チェスターフィールド郡 - 西、北、南東（アポマトックス川の諸島）
- ピーターズバーグ市 - 南
- プリンスジョージ郡 - 東

## 人口動態
以下は2000年国勢調査による人口統計データである。
| 基礎データ - 人口: 16,897人 - 世帯数: 7,027 世帯 - 家族数: 4,722 家族 - 人口密度: 872人/km2（2,260人/mi2） - 住居数: 7,340軒 - 住居密度: 379軒/km2（982軒/mi2） 人種別人口構成 - 白人: 89.08% - アフリカン・アメリカン: 6.27% - ネイティブ・アメリカン: 0.19% - アジア人: 2.72% - 太平洋諸島系: 0.08% - その他の人種: 0.64% - 混血: 1.02% - ヒスパニック・ラテン系: 1.62% 年齢別人口構成 - 18歳未満: 22.6% - 18-24歳: 8.3% - 25-44歳: 26.8% - 45-64歳: 23.7% - 65歳以上: 18.6% - 年齢の中央値: 40歳 - 性比（女性100人あたり男性の人口） - 総人口: 87.8 - 18歳以上: 82.3 | 世帯と家族（対世帯数） - 18歳未満の子供がいる: 29.1% - 結婚・同居している夫婦: 50.3% - 未婚・離婚・死別女性が世帯主: 13.0% - 非家族世帯: 32.8% - 単身世帯: 27.6% - 65歳以上の老人1人暮らし: 12.3% - 平均構成人数 - 世帯: 2.37人 - 家族: 2.88人 収入と家計 - 収入の中央値 - 世帯: 43,224米ドル - 家族: 51,806米ドル - 性別 - 男性: 37,794米ドル - 女性: 26,324米ドル - 人口1人あたり収入: 23,659米ドル - 貧困線以下 - 対人口: 5.5% - 対家族数: 3.4% - 18歳未満: 7.3% - 65歳以上: 4.2% |

## 教育

### 初等中等教育
コロニアルハイツ市の公共教育はコロニアルハイツ公共教育学区が管轄している。小学校3校、中学校1校、高校1校がある。すべての学校はバージニア州教育委員会と南部カレッジ・学校協会の認証を受けている。

### 高等教育機関
高等教育機関は3校ある。
- バージニア州立大学
- リチャード・ブランド・カレッジ
- ジョン・タイラー

### 主要雇用主
チェサピークの2010年包括的財務報告書に拠れば、市内の主要雇用主は次の通りである。
| 順位 | 雇用主                                     | 従業員数 |
| ---- | ------------------------------------------ | -------- |
| 1    | ウォルマート                               | 500-999  |
| 2    | コロニアルハイツ公共教育学区               | 500-999  |
| 3    | コロニアルハイツ市                         | 250-499  |
| 4    | コロニアルハイツ・オペレーション           | 100-249  |
| 5    | J.C.ペニー                                 | 100-249  |
| 6    | レッドロブスター & オリーブ・ガーデン      | 100-249  |
| 7    | ケア・アドバンテージ                       | 100-249  |
| 8    | シアーズ                                   | 100-249  |
| 9    | ターゲット                                 | 100-249  |
| 10   | プライオリティ・オートモーティブ・グループ | 100-249  |

## メディア
市内では2つの週刊誌が発行されており、どちらも無料である。
- 「ザ・コロニアル・ボイス」、ピーターズバーグの「プログレス・インデックス」が発行
- 「コロニアルハイツ・パトリオット」、ホープウェル出版社が発行